# 記譜法
記譜法（きふほう、英語: notation）は、楽譜を書くための一定の規則をいう。

## 五線記譜法
現在最も一般的な、水平に引かれた五本の線を用いる記譜法である。配置された各種の音符は5本の水平線によって音高が相対的に示される。垂直線は普通小節線だけであり、水平線のようには細かく書かれないので、音符や休符を順次並べ、それの持つ音価によって時間要素を示す。
音高を絶対的に表すために普通音部記号を五線の左端などに置く。また、調を示し、その調の表記に便利なように、音部記号の次位に調号を置くことが多い。拍子記号はその次に置かれる。これらは五線の途中で変わるときには、そこに置かれる。音高の小さな半音単位の変化を示すためには、臨時記号を音符の左に置く。
音楽の要素は音高と時間の2要素ではないし、この2要素ですら五線と音符だけでは十分に表しきれないので、さまざまな補助的な記号を用いる。それらは演奏記号と総称するのが普通である。演奏記号には、文字を用いて言葉によって示すものと、それ以外のマークやシンボルによるものとがある。（どちらも記号と呼ばれる。）
声楽曲では歌詞が加えられる。
また、合奏練習などのために、練習番号、小節番号といった楽譜上の位置を知るための記号を加えることがある。これらの記号は音符の下または上に書かれる。

## クラヴァールスクリボ

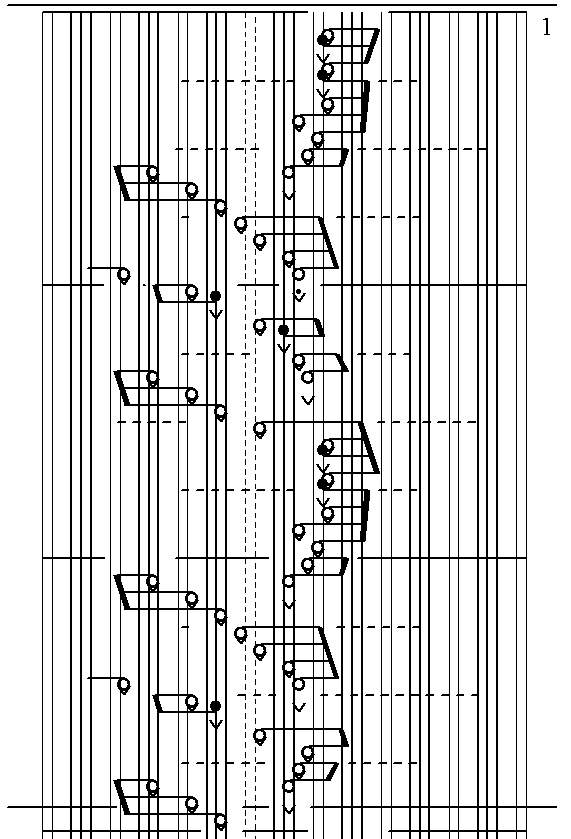
クラヴァールスクリボで書いたエリーゼのためにの冒頭

五線記譜法は、全音階の楽曲に適した記譜法であり、十二音音楽のような現代音楽の記譜には適さない。このため様々な記譜法が考案された。五線記譜法に慣れた演奏者たちにとってそれらは五線記譜法に取って代わるものとはなり得なかったが、それらの中でも最も成功したといえるものである。
五線記譜法は横軸に時間を、縦軸に音高をとるが、この記譜法では縦軸に時間を、横軸に音高をとる。五線の各線に相当する線は縦線で書かれ、2本、3本がまとめて書かれ、繰り返される。これらの線はピアノの黒鍵を表す。黒鍵の音は線上に音符を書く。白鍵の音は線のないところに（五線記譜法における「間」同様）音符を書く。たとえば、ハ／C音は、2本まとめて書かれた線の左の線の左に接して書かれる。密集和音を見やすくするために白鍵の音は符幹（ぼう）と符尾（はた）を音符の上に、黒鍵の音は符幹と符尾を下に書く。また、音の長さは次の音符か停止記号（∨）で表されるためにタイは不要となる。
だがこの方法は、
1. 音程に合わせて線の幅が五線譜よりも広くなり、加線が増えるなど、目に負担をかけてしまうこと
2. ピアノを前提として作られている（全音階）ために他の楽器には適合しないこと、

という欠点がある。

## 博士
博士（はかせ）は声明（しょうみょう）の記譜法である。漢字で書かれた歌詞の一字一字の回りにその節回しを屈折した直線ないし曲線で書くもので、線は歌詞の近くから始まり、時間を追うごとにだんだん遠ざかる。おおむね、線の角度が音の高さを示す。

## 三味線や箏における記譜法
三味線や箏の楽譜は、一般に、楽器の演奏の仕方を書き記したタブラチュアに分類される楽譜で書かれる。弦名や勘所名、奏法、口三味線などの唱歌（しょうが）によって示される。極簡単な例は例えば篠笛#楽譜参照。

## グラフィックによる記譜法
現代音楽などで五線による記譜法が不可能な場合に良く用いられる。例としてはブソッティなどの諸作品、アレックス・エッケルトの作品、ペーター・ホッホの作品、モートン・フェルドマンの諸作品、ケージ、シュトックハウゼンの「七つの日々から」、ミヒャエル・フェッターの諸作品、アネスティス・ロゴテティスなどが挙げられる。いずれも五線のような正確な演奏は望めなく、おおよそでやる即興音楽的な性格がとても強い。また、拍節がない分、クロノメトリカルな拍の表現に適している。

## 舞踏の記譜法
1928年、ダンス理論の研究者ルドルフ・フォン・ラバンは著書『Schrifttanz』にてラバノーテーション（ラバン記譜法、ラバン式舞踊譜）を提唱した。1940年代にはベネッシュ式記譜法が考案された。
日本舞踏では、1960年に譜語を最も体系的に整理した西川巳之輔の研究をもとに標準日本舞踊譜が考案された。